# 俄华道胜银行金币券

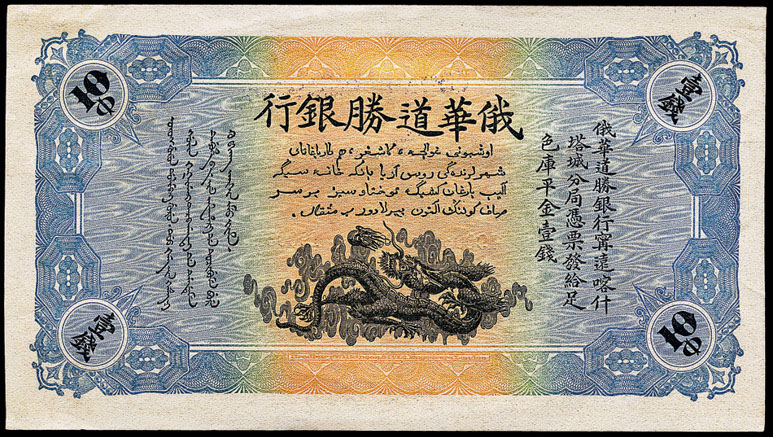
俄华道胜银行足色库平金壹钱券

俄华道胜银行金币券，又称俄华道胜银行金票，是华俄道胜银行在中华民国新疆省发行的一种以黄金重量计值的纸币，面额有1分、2分、1钱、5钱和1两五种。最早发行于1913年，1920年代中叶退出流通领域。

## 历史
华俄道胜银行是代表俄国在华利益的金融机构，最早成立于1895年12月，由俄国和法国合资，1896年中国入股，成为三国合资，但始终由俄国掌控。俄华道胜银行于1900年在新疆喀什建立分行，1903年分别在宁远（今新疆伊犁州伊宁县）和塔城建立分行。塔城和伊犁早在1851年就已经向俄国开放，1881年后，喀什噶尔、迪化（今新疆乌鲁木齐市）等地也向俄国开放，且俄国商人在新疆进行贸易无需向中方交税。1911年，俄国进一步取得在新疆和蒙古随意往来居住且经商不需纳税的特权，新疆贸易活动被俄国商人垄断。
1913年，华俄道胜银行开始在新疆发行金币券，具体发行是由喀什、宁远和塔城的三个分行负责，并称可在其各分行兑换黄金，且在内地的北京、上海、天津、汉口亦可通用。发行之前曾由俄国驻喀什领事向中方的喀什观察使（即道台）发出照会，新疆督军杨增新当即表示反对，并呈请北洋政府大总统指令外交部与俄国驻华大使交涉，以阻止金币券的发行，但金币券的发行并未收到影响，当年便发行了100万两。中方在新疆发行的新疆省官票、塔城官票等以红钱或银两为本位，由于滥发贬值严重，且当时全球性的黄金价格上涨，金贵银贱，金币券的信誉因而超过新疆官票，迅速在新疆货币流通中占据了主导地位，在新疆南北两路的城乡市镇，以及蒙古族、哈萨克族和柯尔克孜族游牧的地方，都有流通，甚至出现了“市民交易，非俄票不行”的现象。在部分地区甚至还得到了官方默许，例如在塔城“国家收入以俄币为标准”。1914年7月，第一次世界大战爆发前夕，俄国政府于7月27日正式宣布卢布纸币不再兑现，同时金币券也停止兑现。1914年，金币券的发行量达500万两。受一战和货币增发的影响，俄国卢布和金币券币值暴跌，对伊犁民商的兑现要求，华俄道胜银行坚称“金币券自发行以来，每两金票向作五十卢布使用，从不兑现，只能以卢布兑现”。
1924年，华俄道胜银行与新疆省政府议定以每两金币券兑换新疆省票十二两五钱的比价收兑金币券，并规定由伊宁官厅代兑，共收兑金币券23688张，折合黄金5779.61两。伊犁的金币券收兑后，塔城、喀什两地分行仍拒绝收兑，后经多番交涉未果。到1928年华俄道胜银行倒闭清理结束时，新疆境内剩余未回收的金币券仍有30万至50万两。

## 形制特征

### 描述
俄华道胜银行金币券正面有汉文银行名“俄华道胜银行”，与在中国的其它地区使用的“华俄道胜银行”不同，背面则有该行自1910年开始使用的新俄文名（意为俄亚银行）。面值共有足色库平金“壹分”、“贰分”、“壹钱”、“伍钱”和“壹两”五等，三个币值单位的俄文分别记作（分）、（钱）和（两），但票面的阿拉伯数字面额全部以“分”（Фынь，简作）为计值单位，即1、2、10、50、100分，其中100分合库平金一两。
五种面额票券的设计风格一致，均为雕版印刷，色彩以黄色为主。正面有花纹边框，边框四角为面额，左上和右下为阿拉伯数字面额及单位，左下和右上为汉字大写面额。边框内上方为汉文银行名“华俄道胜银行”，左侧为汉文说明“华俄道胜银行宁远、喀什、塔城分局凭票发给足色库平金○○整”（“○○”处为汉字大写面额），左侧为满文说明，行名下方为维吾尔文说明，维文说明下方为云中飞龙图案。下边框的上沿印有一行淡色英文小字，“Bradbury Wilkinson & Co. Ltd. Engravers, London”（汉译为“伦敦布拉德伯里威尔金森印刷有限公司”）。背面花纹边框四角也是面额，但改为左上和右下为汉字大写面额，左下和右上为阿拉伯数字面额。边框内左右各一条龙，龙内侧为汉字和阿拉伯数字面额，上方为俄文银行名，行名下为俄文说明和面额，其下为飞龙图案底纹，飞龙底纹上有6位数字序列号和俄文银行名，再下方为签押。下边框的下沿印有英文雕版公司名称。

### 信息表
| 票样                                       | 票样 | 面额        | 尺寸 （mm） | 主色调        | 票面内容简述                                     | 票面内容简述                                    | 票面内容简述 |
| 正面                                       | 背面 | 面额        | 尺寸 （mm） | 主色调        | 正面                                             | 背面                                            | 水印         |
| ------------------------------------------ | ---- | ----------- | ----------- | ------------- | ------------------------------------------------ | ----------------------------------------------- | ------------ |
|                                            |      | 1分（1 ）   | 135×79      | 黑绿色 蓝黄色 | 汉文、维文、满文三种语言的银行名和说明，面额，龙 | 俄文的银行名和说明，面额，6位数序列号，签名，龙 | 无水印       |
|                                            |      | 2分（2 ）   | 172×95      | 蓝灰色 蓝黄色 | 汉文、维文、满文三种语言的银行名和说明，面额，龙 | 俄文的银行名和说明，面额，6位数序列号，签名，龙 | 无水印       |
|                                            |      | 1钱（10 ）  | 183×102     | 蓝黄色 蓝红色 | 汉文、维文、满文三种语言的银行名和说明，面额，龙 | 俄文的银行名和说明，面额，6位数序列号，签名，龙 | 无水印       |
|                                            |      | 5钱（50 ）  | 191×104     | 蓝黄色 蓝红色 | 汉文、维文、满文三种语言的银行名和说明，面额，龙 | 俄文的银行名和说明，面额，6位数序列号，签名，龙 | 无水印       |
|                                            |      | 1两（100 ） | 198×109     | 蓝紫色 蓝红色 | 汉文、维文、满文三种语言的银行名和说明，面额，龙 | 俄文的银行名和说明，面额，6位数序列号，签名，龙 | 无水印       |
| 这些图片是以每1像素表示1毫米的比例显示的。 |      |             |             |               |                                                  |                                                 |              |

## 备注
1. ↑  华俄道胜银行当时在北京、上海、天津、汉口等地均设有分行
2. ↑  俄国从1897年开始实行金本位，规定纸币1卢布含金量为0.774234克。清朝农工商部和度支部于1908年统一度量衡制度，规定库平一两为37.301克。按上述规定，金币券与卢布含金量比率约为48.2:1
3. 1 2 3  各资料对该币的正背面判定有分歧，以俄文一面为背面的有乔传义《沙俄华俄道胜银行在我国发行的金币券》[4]，以俄文面为正面的有banknote.ws网站[7]、柏文《新疆俄华道胜银行金票》[3]